# Hortensius Béique
Pour les articles homonymes, voir Béique.
Hortensius Béique, né le 29 septembre 1889 à Marieville et mort le 15 août 1951 à Chambly-Bassin, est un homme politique québécois.

## Biographie
En plus d'être élu député de la circonscription de Chambly, il est aussi maire du village de Chambly-Bassin de 1930 à 1945.
Il est aussi organisateur en chef de l'Union nationale dans les premiers temps du parti.
On se souvient de lui notamment pour un commentaire qu'il a lancé à l'Assemblée législative le 2 avril 1935 :
[Il] est forcé de retirer ses paroles après avoir dit que « les routes sont croches comme le gouvernement ». Il accepte volontiers de se corriger. « Je vais dire que les routes ne sont pas croches comme le gouvernement. »